# Ar-Rutba
ar-Rutba (arabiska الرطبة) är en stad i provinsen al-Anbar i västra Irak. Staden är belägen cirka 300 kilometer väster om staden al-Ramadi. 